# Maatkare Mutemhat
Đừng nhầm lẫn với Maatkare B, một vương hậu sống vào thời kỳ Vương triều thứ 22.
Maatkare Mutemhat (hay Maatkare A) là một công nương, đồng thời là một tư tế sống vào thời kỳ Vương triều thứ 21 trong lịch sử Ai Cập cổ đại.

## Thân thế

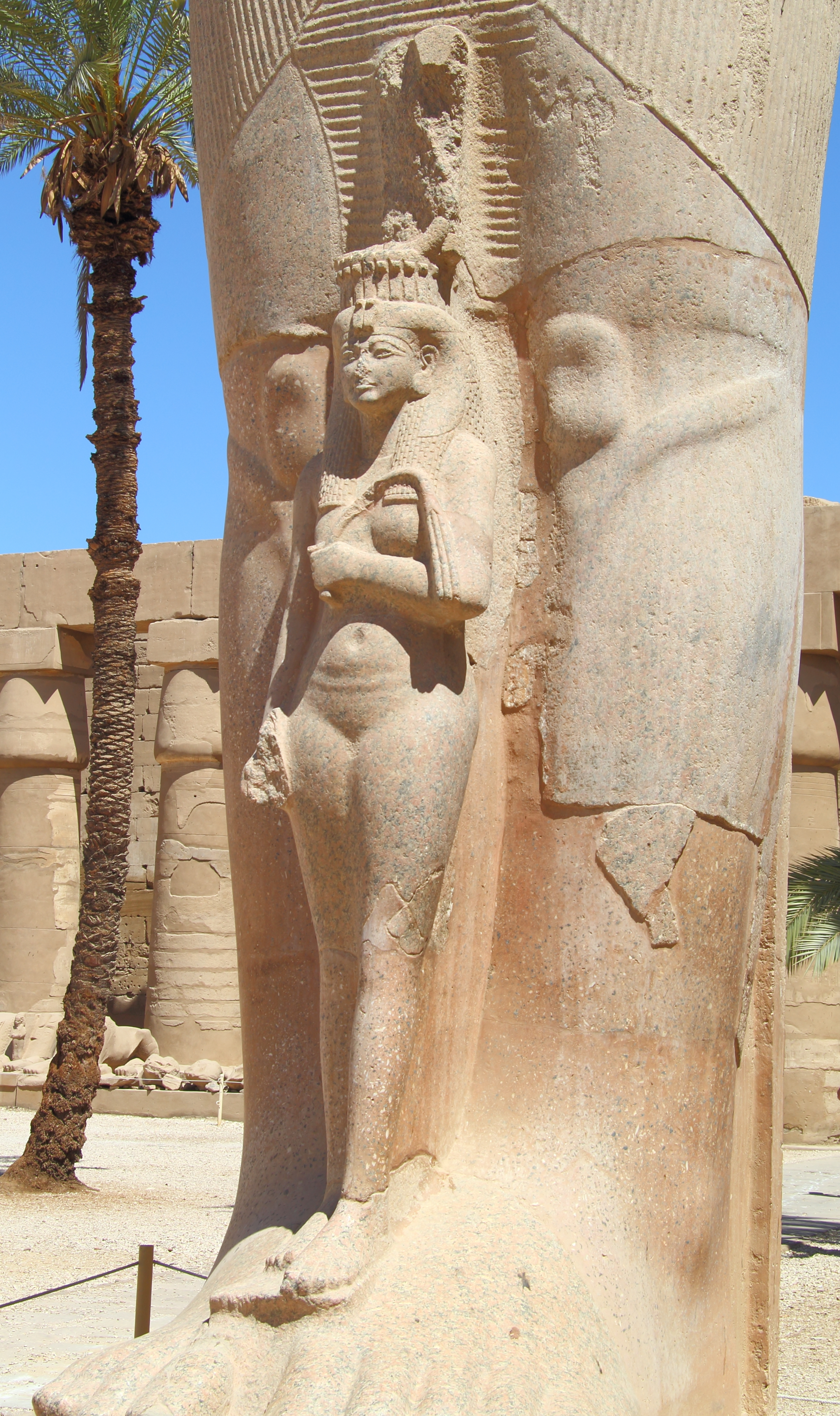
Tượng nhỏ của Maatkare Mutemhat, vốn thuộc về công chúa Meritamen (tượng lớn đằng sau là của pharaon Ramesses II).

Maatkare Mutemhat là con gái của Pinedjem I, một Đại tư tế của Amun đã cai trị toàn bộ Thượng Ai Cập vào thời điểm đó; mẹ của bà là công chúa Duathathor-Henuttawy (con gái của Pharaon Ramesses XI). Maatkare xuất hiện cùng với cha và mẹ trên khá nhiều các phù điêu được khắc trên tường đền Khonsu (nằm trong quần thể đền Karnak), đền Luxor và đền Medinet Habu. Nhiều bức phù điêu mà trong số đó, tên của Maatkare được đóng khung cartouche.
Maatkare là chị em ruột với Psusennes I, Pharaon thứ ba của Vương triều thứ 21, thực tế chỉ cai trị Hạ Ai Cập; 3 người anh em trai còn lại của Maatkare A là Masaharta, Djedkhonsuefankh và Menkheperre lần lượt kế vị cha là Pinedjem I làm lãnh chúa cai trị Thượng Ai Cập.
Trên bờ tường phía nam của đền Luxor, tên của Maatkare được khắc trên đó cùng với tên của người cha, Pinedjem I, và 2 người chị em khác của bà, Mutnedjmet và Henuttawy B. Cũng như họ, Maatkare được phong những danh hiệu của một công chúa: "Con gái của Lãnh chúa; Công nương của Hai vùng đất".
Dưới thời trị vì của Pinedjem I, bà được vua cha phong làm "Người thờ phụng các vị thần, Hôn phối của thần Amun", trở thành người phụ nữ duy nhất mang cùng lúc cả hai danh hiệu này trong thời kỳ Chuyển tiếp thứ ba. Chị em của bà cũng chưa từng được phong danh hiệu cao quý như vậy.
Maatkare cũng là nữ tư tế đầu tiên có tên ngai (prenomen) nằm trong khung cartouche, một tên hiệu chỉ dành cho các Pharaon, đi kèm với tên riêng của mình. Một người cháu gái gọi Maatkare bằng bà cô, Henuttawy D (cháu nội của Menkheperre), kế vị danh hiệu Người thờ phụng các vị thần của bà.
Ngoài danh hiệu cao quý kể trên, Maatkare còn được biết đến qua một bức tượng, hiện được lưu giữ ở Marseille (Pháp), trên đó tên ngai và tên riêng của bà được đóng khung cartouche.

## An táng
Không rõ nơi chôn cất ban đầu của Maatkare Mutemhat. Xác ướp của bà được cải táng tại hầm mộ DB320 cùng với cha mẹ (Pinedjem I và Duathathor-Henuttawy) và người anh em Masaharta (cùng một số thành viên trong vương thất).
Xác ướp của Maatkare Mutemhat được phát hiện bởi nhà Ai Cập học Gaston Maspero. Khuôn mặt của bà được sơn bằng bột màu thổ hoàng; khoang cơ thể được độn đầy mùn cưa để giữ nguyên hình dạng của xác ướp như khi còn sống. Thi hài được đặt trong 2 lớp quan tài: khuôn mặt và đôi bàn tay mạ vàng của nắp quan tài trong đã bị trộm lấy đi, nhưng may mắn là nắp quan tài ngoài vẫn còn nguyên vẹn.
Người ta cũng tìm thấy một xác ướp nhỏ hơn được đặt trong quan tài của Maatkare, vốn được nghĩ là của một đứa trẻ sơ sinh, và ban đầu các nhà khảo cổ kết luận rằng, Maatkare qua đời trong lúc sinh nở. Kết quả quét X quang cho thấy, đúng là Maatkare đã chết trong khi sinh, nhưng xác ướp nhỏ kia lại là của một con khỉ, có thể là thú cưng của bà. Không rõ dưới thời kỳ này, luật lệ cho phép các nữ tư tế được lấy chồng, hay đây là một sự trái luật mà Maatkare Mutemhat phạm phải.
Nhiều tượng shabti bằng đá xanh (lưu giữ tại Bảo tàng nghệ thuật Metropolitan) và một cuộn giấy cói mô tả nghi thức tang lễ (lưu giữ tại Bảo tàng Cairo) được tùy táng theo bà.